# Edward C. Wente
Edward Christopher Wente (* 2. Januar 1889 in Denver, Iowa; † 9. Juni 1972 in Summit, New Jersey) war ein US-amerikanischer Physiker.
Er erwarb 1911 in Michigan seinen Bachelor, 1914 am Massachusetts Institute of Technology (MIT) seinen BS und 1918 an der Yale University seinen Ph.D.
Er arbeitete 1914 bis 1916 und 1918 bis 1925 für die Western Electric Company, wo er um 1916 das Kondensatormikrofon entwickelte, und anschließend bis 1954 für die Bell Telephone Laboratories, wo er mit Albert Lauris Thuras (1888–1945) zusammenarbeitete und Lautsprecher und Vitaphone entwickelte. 1933 erhielt er den AMPAS-Award und 1937 einen Ehrenoscar. 1928 wurde er Fellow der American Physical Society.
Verheiratet war er mit Sophia Mary, geb. Brockman. Am 7. Oktober 1930 wurde in New York City ihr Sohn Edward Frank Wente geboren. Später zog die Familie nach Summit (New Jersey).

## Schriften
- A condenser as a uniformly sensitive instrument for the absolute measurement of sound intensity. 1917
- Electrostatic transmitter. 1922
- Acustic device (Patent 1,812,389)
- A high efficency receiver of large power capacity for horn type loud speakers. 1928; mit Thuras
- Translating device (Patent 1,638,555)